# Josep Sala Llorens
Josep Sala Llorens   (Barcelona, 13 de novembre de 1928 - Altafulla, 25 de juny de 2010) és un pintor i dissenyador gràfic català.

## Biografia
Nascut a Barcelona, va cursar estudis tècnics a l'Escola Industrial i a l'Escola d'Arts i Oficis (Llotja), ambdues a Barcelona.
El 1950 exposa per primera vegada a la Galeria Jardí amb èxit. Seguidament, participa en una exposició col·lectiva d'aquarel·la a la Sala Busquets. A partir de 1953 comença a treballar com a dissenyador gràfic, àmbit en el qual va aconseguir nombrosos premis. El 1960 va crear l'anyell de la marca Norit, convertint-se en un dels precursors del disseny gràfic al nostre país.
 Després de dedicar-se, durant 25 anys, al món de la publicitat decideix abandonar aquest camp per centrar-se de nou en la pintura. S'estableix a Altafulla (Tarragona) convertint aquesta població i els seus voltants en protagonistes de la seva obra. Si bé els seus primers quadres portaven la signatura Sala Llorens, a partir d'aquest moment signarà com a Josep Sala.
La seva pintura, quasi exclusivament dedicada al paisatge es caracteritza per l'originalitat de l'enquadrament, un domini absolut del dibuix que, unit a l'ús d'una paleta cromàtica molt reduïda, aconsegueix dotar la seva obra d'un caràcter molt definit. Durant els seus últims anys la seva obra evoluciona cap a l'abstracció prenent el color protagonisme sobre el dibuix. Els seus quadres han estat exposats a nivell nacional i internacional. Així mateix, l'any 1993 la Conselleria de Cultura de la Generalitat de Catalunya li va dedicar una exposició antològica.